# Antonios Alevizopoulos
Antonios Alevizopoulos (griechisch Αντώνιος Αλεβιζόπουλος; * 1931 in Griechenland; † 3. Mai 1996 ebenda) war ein Erzpriester der autokephalen orthodoxen Kirche von Griechenland und Priester der Griechisch-Orthodoxen Metropolie von Deutschland.

## Leben
In Griechenland geboren, entschloss sich Antonios Alevizopoulos, griechisch-orthodoxer Priester zu werden. Während seines Studiums der Orthodoxen Theologie hielt er sich in Deutschland auf und promovierte im Fach Philosophie. 1961 lernte Alevizopoulos seine deutsche Ehefrau in Berlin kennen und wurde 1962 der erste griechisch-orthodoxer Priester, der in Deutschland das Weihesakrament empfing. Als Seelsorger fungierte Alevizopoulos fortan in der Griechisch-orthodoxen Metropolie von Deutschland. Als Gemeindediakon war er für das orthodoxe Gemeindeleben der Griechen in Deutschland verantwortlich.
Seine weitere Haupttätigkeit wurde die Auseinandersetzung mit Sekten und parareligiösen Gruppen, die ihn bis zu seinem Tod in Anspruch nahm. Diesbezüglich gründete Alevizopoulos zunächst in Deutschland eine Griechische Elterninitiative. 1983 wurde Alevizopoulos Mitbegründer der Konsultation Landeskirchlicher Beauftragter für Sekten und Weltanschauungsfragen (KLB). Alevizopoulos war sehr in der Christlichen Ökumene engagiert. Aufgrund seiner Mit- und Zusammenarbeit wurde der „Berliner Dialog“ gegründet.
Als ausgezeichneter Apologet war Antonios Alevizopoulos in der Panorthodoxen Bewegung tätig, ebenda als Organisator für panorthodoxe Konferenzen für Beauftragte für Sekten und Fragen zu parareligiöse Gruppen. In Griechenland wurde er besonders durch die Tätigkeit als Sektenbeauftragten der Griechisch-Orthodoxen Kirche in der Auseinandersetzung mit dem Verein KEFE („Zentrum für angewandte Philosophie“), einer Teilorganisation der Scientology, in Anspruch genommen.